# Les Mines d'Osor
Les Mines d'Osor és un conjunt d'habitatges d'Osor (Selva) inclosa a l'Inventari del Patrimoni Arquitectònic de Catalunya. El conjunt conforma una entitat de població que en el cens de 2007 tenia 7 habitants. Fou fundada per Joan Clerch i Nicolau. El nucli estava format per cases dels treballadors de les mines que hi havia al voltant des del segle xvii. L'activitat a les mines va cessar a l'octubre de 1979, provocant el despoblament del nucli. La principal activitat econòmica actual és la casa de colònies que ocupa part de les antigues instal·lacions.

## Descripció
És un conjunt d'edificacions al voltant d'unes mines de mineral situat a l'encreuament de la Riera d'Osor i el Còrrec de la Grevolosa o de la Gironella. Al costat de les mines, amb edificacions pròpies de la indústria extractiva, passada la Riera d'Osor hi ha les cases dels miners i una capella dedicada a Santa Bàrbara, patrona dels miners, entre d'altres edificacions, així com magatzems i una antiga torre de fums.
Les estructures relatives a l'extracció minera són construïdes de rajola, ciment, maçoneria i formigó armat.Algunes de les cobertes són d'uralita. Actualment estan totes enrunades o en avançat estat de ruïna. Aquest sector ocupa el costat esquerre de la Riera d'Osor i continua amunt seguint el camí que mena a La Grevolosa. A l'entrada d'aquest recinte hi ha una porta de ferro que encara presenta el nom d'una de les empreses extractives, MINERSA i MPD (Minerales i Productos Derivados, 1942).
El conjunt de la colònia, al qual s'accedeix per un pont sobre la Riera d'Osor, s'estructura al voltant d'una plaça envoltada de cases, les antigues cases de la colònia de miners. Són dues parts de blocs de cases de dues plantes i coberta de doble vessant a façana. A sota d'aquests habitatges hi ha un gran magatzem i una torre circular d'uns 15 metres d'alçada que té la base prismàtica.
Entre 1980 i 1990, després del tancament de les mines, bona part del recinte de la Colònia quedà abandonat i començà a enrunar-se, però, amb el temps s'han anat arranjant i prenent nous usos. Actualment encara algunes cases són habitades i altres formen part d'una casa de colònies. Hi ha una piscina i instal·lacions infantils i juvenils.
L'estat de conservació és desigual, depenent de les instal·lacions, ja que algunes són habitades i d'altres enrunades.

## Història
Malgrat les hipòtesis que en època antiga (segles IV-II aC) ja s'explotés i exportés mineral a la zona d'Osor i Anglès, les primeres extraccions estan documentades del segle xviii (1734). Eren explotacions de galena. A partir del segle xix (1821) s'inicia el màxim rendiment de la mina, amb alts i baixos fins al seu tancament el 1980. Les mines van arribar fins a un màxim de 200 treballadors i la mina principal va arribar a tenir cap a 300 metres de profunditat.
Al final del segle xix, uns estudiants anglesos van descobrir un filó d'espat fluor i galena al costat de la riera Gironella. Atrets per la galena i la blenda, van llogar a la Societé d'Arts et Études de parís la concessió minera fins al final de la Primera Guerra Mundial.
El 1921 l'explotació va passar a l'enginyer químic Dámaso Ibáñez, que intensificà els treballs i fundà l'empresa "Minerales y productos de explotación S.A.", que extreia blenda, galena i espat fluor. Generalment sortia cap a Palamós i Sant Feliu de Guíxols i embarcava cap al seu destí. Durant la segona Guerra Mundial gairebé tota la producció era enviada a Alemanya. Als anys 50, el producte de les mines s'enviava a EUA.
Durant la Guerra Civil formà part de la Col·lectivitat Catalana del Plom. Es va continuar traient mineral d'espat fluor i es van acumular 6 tones. El 1942 es va fundar l'empresa "Minerales y Productos Derivados", i s'especialitzà en l'extracció d'espat de fluor.
Amb el boom turístic hi hagué una crisi en la mà d'obra de la mina. Es va haver d'anar a buscar gent a Barcelona i fins i tot a Portugal. Ja que les mines eren cada cop menys rendibles, es van tancar a finals de 1979, quan el filó quedà gairebé esgotat.
Amb els anys, el barri miner i les antigues cases dels treballadors es van convertir en un petit poble, encara que la majoria de cases eren de segona residència. A finals dels anys 80 s'hi va instal·lar una fàbrica tèxtil, una granja, una casa de colònies i s'hi va obrir un restaurant, però el que queda de les antigues instal·lacions extractives és un conjunt d'edificis en ruïna.